# Grosse Priesse
Grosse Priesse es una variedad cultivar de ciruelo (Prunus domestica), de las denominadas ciruelas europeas.
Una variedad de ciruela antigua valona, también difundida en Flandes.
Las frutas tienen un tamaño mediano, color de piel púrpura rosado sobre fondo amarillo verdoso con manchas de color marrón rojizo salpicadas de gris en toda la superficie, y pulpa de color amarillento verdoso, textura suave, medianamente jugosa, y sabor dulce, justo.

## Sinonimia
- "Double Priesse",
- "Dubbele Priesterkes",
- "Gros Priesse",
- "DobTchoway",
- "Priesterkes",
- "Priesterkespruim".[5]

## Historia
'Grosse Priesse' variedad de ciruela antigua de Valonia, también difundida en Flandes. Muy utilizada desde antiguo en la zona como ciruela de postre fresca en mesa, y en elaboraciones culinarias.
'Grosse Priesse' está cultivada en diversos bancos de germoplasma de cultivos vivos, tales como en National Fruit Collection (Colección Nacional de Fruta) de Reino Unido con el número de accesión: 1951-080 y Nombre Accesión : Grosse Priesse. Fue introducida en el "Probatorio Nacional de Fruta" para evaluar sus características en 1951, con ejemplar procedente de la "Station de Recherches", Gante, (Bélgica).

## Características
'Grosse Priesse' árbol sano de crecimiento vigoroso, de fructificación tardía y moderada. Los árboles jóvenes dan frutos pequeños. A menudo produce frutos dobles. Flor blanca, que tiene un tiempo de floración que comienza a partir del 18 de abril con el 10% de floración, para el 23 de abril tiene una floración completa (80%), y para el 2 de mayo tiene un 90% de caída de pétalos.
'Grosse Priesse' tiene una talla de tamaño mediano de forma redondo, sutura poco profunda, a menudo una línea, ápice redondeado o aplanado, con peso promedio de 26.70 g; epidermis tiene una piel fina, tierna, con ligera pruina azulado violácea, siendo el color de la piel púrpura rosado sobre fondo amarillo verdoso con manchas de color marrón rojizo salpicadas de gris en toda la superficie; pedúnculo largo, grueso, algo curvo, con una longitud promedio de 10.75 mm, pubescente, bien adherido al fruto con la cavidad del pedúnculo estrecha y apenas pronunciada; pulpa de color amarillento verdoso, textura suave, medianamente jugosa, y sabor dulce, justo.
Hueso libre, ovalada alargada, corta está en un pequeño hueco.
Su tiempo de recogida de cosecha es medio, se inicia en su maduración de principios a finales de agosto, los frutos maduran de manera desigual.

## Usos
Debido a ser una variedad antigua en la zona de Bélgica, se utiliza desde antiguo como ciruela de postre, y aprovechada como una excelente variedad culinaria.